# Высоковский район (Калининская область)
Высо́ковский район — административно-территориальная единица в составе РСФСР, существовавшая в 1929—1930 и 1936—1963 годах.
Административный центр — посёлок Высокое.

## История
Высоковский район образован в 1929 году в составе Ржевского округа Западной области.
10 мая 1930 года из Новоторжского района Тверского округа Московской области в Высоковский район были переданы Возжанский и Мишутинский сельсоветы.
23 июля 1930 года район был переподчинен непосредственно облисполкому, а 20 сентября 1930 года упразднён.
Вторично образован 1 июня 1936 года в составе Калининской области, упразднен в феврале 1963 года.
В 1940 году в состав района входили следующие сельсоветы:
1. Берновский
2. Бибиковский
3. Богатьковский
4. Васильевский
5. Васильцевский
6. Высоковский
7. Глуховский
8. Дарский
9. Дудоровский
10. Кожевниковский
11. Малинниковский
12. Мартыновский
13. Мошковский
14. Новский
15. Переслегинский
16. Струженский
17. Филинский
18. Филитовский
19. Хлыщевский

Сегодня территория Высоковского района входит в состав Торжокского и Старицкого районов Тверской области.